# 岩渕薬品
岩渕薬品株式会社（いわぶちやくひん）は千葉県四街道市に本社を置く、医薬品・医療機器・衛生材料・工業薬品・動物薬品の販売を行う企業である。

## 沿革
- 1948年6月2日：岩渕商店を設立。
- 1973年：現社名に変更。
- 1974年：医療器械部を開設。
- 1977年：農薬事業部を独立させ岩渕農薬を設立。
- 2003年4月：東京店（被合併会社）と合併。
- 2007年4月1日：山口東邦に茨城県における営業権を譲渡する一方、同社より千葉県の営業権を譲受。
- 2011年6月：川崎営業所を新設。

## 事業所
- 四街道本社・営業統括部、佐倉営業所、白井営業所、船橋営業所、千葉営業所、旭営業所、鴨川営業所、木更津営業所、松戸営業所、柏営業所、茂原営業所、東京営業所（葛飾区）、川崎営業所、医療機器営業所（佐倉市）、流通センター（四街道市）、カスタマーサポート（佐倉市）

## 主な取引メーカー
- アステラス製薬、MSD、第一三共、エーザイ

## グループ会社
- ヒロ・コーポレーション株式会社
- ヒルトップバーディクラブ（ゴルフ練習場、佐倉市）
- 岩渕ウェルネス株式会社（健康食品等の企画・販売、台東区）